# فاررا
فاررا (به اسپانیایی: Farrera) یک منطقهٔ مسکونی در اسپانیا است که در پالارس سوبیرا واقع شده‌است. فاررا ۶۱٫۹ کیلومتر مربع مساحت دارد.